# Lista de favelas de Coronel Fabriciano

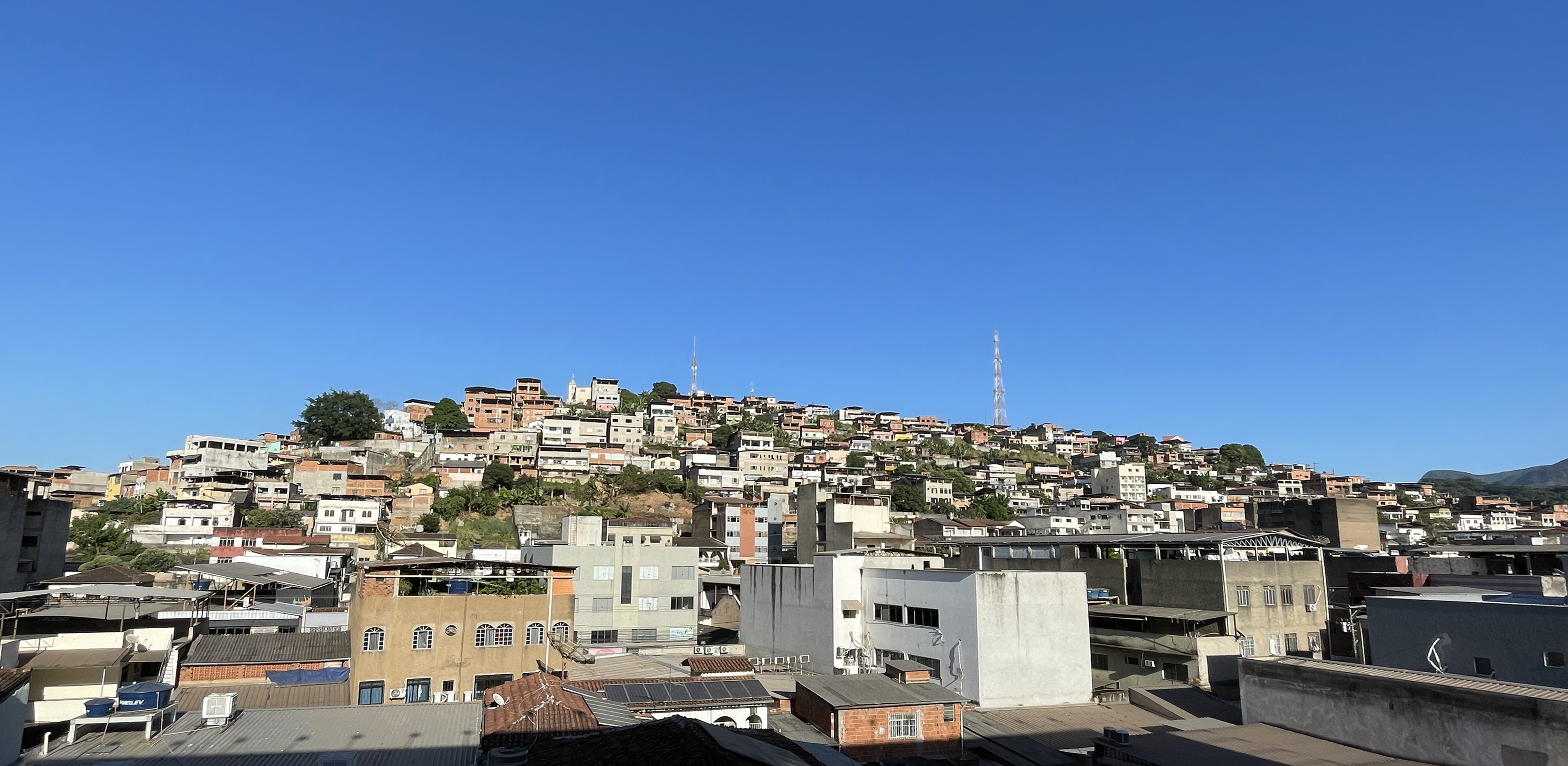
Vista parcial do Morro do Carmo, que é considerado uma das favelas de Coronel Fabriciano.

Essa é a lista de favelas de Coronel Fabriciano, município brasileiro localizado no interior do estado de Minas Gerais. O conceito de "favela e comunidade urbana" é utilizado pelo Instituto Brasileiro de Geografia e Estatística (IBGE) para se referir a territórios ocupados pela população para moradia e usos associados (como comércio, serviços ou lazer) e que são carentes de aplicação de políticas públicas que garantam isonomia de infraestrutura urbana, oferta de serviços públicos e equipamentos coletivos, proteção ambiental e segurança jurídica.
No censo de 2010, o IBGE adotou o termo "aglomerado subnormal" para se referir a um conjunto constituído por no mínimo 51 unidades habitacionais que ocupam terreno de propriedade alheia (pública ou particular) e estão dispostas, em geral, de forma desordenada e densa; carentes, em sua maioria, de serviços públicos e essenciais.
Na época da implantação das grandes siderúrgicas na cidade houve um grande crescimento populacional desordenado na região e em 1964 os municípios de Ipatinga e Timóteo se desmembraram, o que incluiu os territórios das indústrias. Vários trabalhadores dessas empresas, entretanto, foram morar em Coronel Fabriciano, enquanto as receitas tributárias e a maior parte das ações sociais promovidas pelas indústrias foram destinadas às cidades vizinhas, que as sediavam. A partir disso, Fabriciano ficou carente de recursos e estrutura para promover as políticas públicas necessárias. Dessa forma, o crescimento urbano do município não foi acompanhado pelo desenvolvimento econômico e social que fosse capaz de suprir às necessidades da população, sendo essa uma das principais razões para a evolução das favelas no município.
Segundo o IBGE, no ano de 2022 a cidade era composta por 20 favelas e comunidades urbanas, onde residiam 21 313 habitantes, ou seja, aproximadamente 20% da população municipal. Com isso, Coronel Fabriciano era o município com a segunda maior porcentagem de pessoas residindo em favelas no estado de Minas Gerais, atrás apenas de Além Paraíba. A comunidade mais populosa era o Morada do Vale, com 4 846 habitantes, seguido do Morro do Carmo, com 2 865 moradores.

## Favelas e comunidades urbanas de Coronel Fabriciano
| Favelas e comunidades urbanas | Habitantes (2022) | Habitantes (2022) | Habitantes (2022) | Domicílios (2022)                                | Domicílios (2022)                          | Domicílios (2022)    | Domicílios (2022) | Bairro(s) abrangente(s)              |
| Favelas e comunidades urbanas | Homens            | Mulheres          | Total             | Tinham a rede geral como principal fonte de água | Tinham esgotamento sanitário ligado à rede | Tinham lixo coletado | Total             | Bairro(s) abrangente(s)              |
| ----------------------------- | ----------------- | ----------------- | ----------------- | ------------------------------------------------ | ------------------------------------------ | -------------------- | ----------------- | ------------------------------------ |
| Alto Caladinho                | 292               | 348               | 640               | 71,03%                                           | 96,83%                                     | 98,81%               | 285               | Caladinho                            |
| Alto Ponte Nova               | 468               | 512               | 980               | 98,77%                                           | 88,62%                                     | 99,38%               | 369               | Mangueiras e Ponte Nova              |
| Alto Santa Terezinha          | 643               | 676               | 1 319             | 98,35%                                           | 94,03%                                     | 100%                 | 533               | Santa Terezinha II                   |
| APP Córrego Caladão           | 462               | 492               | 954               | 92,53%                                           | 79,2%                                      | 99,73%               | 460               | Melo Viana                           |
| Caladão                       | 262               | 287               | 549               | 85,48%                                           | 28,49%                                     | 99,46%               | 237               | Caladão                              |
| Contente (expansão)           | 524               | 605               | 1 129             | 75,33%                                           | 70,08%                                     | 99,21%               | 457               | Contente                             |
| Frederico Ozanan              | 376               | 380               | 756               | 97,12%                                           | 67,49%                                     | 100%                 | 279               | Frederico Ozanan                     |
| Manoel Domingos               | 314               | 406               | 720               | 98,93%                                           | 65,48%                                     | 99,64%               | 295               | Manoel Domingos e Centro             |
| Morada do Vale                | 2 334             | 2 512             | 4 846             | 91,68%                                           | 87,31%                                     | 99,64%               | 1 848             | Morada do Vale e Vila Maria Linhares |
| Morro do Carmo                | 1 347             | 1 518             | 2 865             | 99,71%                                           | 99,43%                                     | 100%                 | 1 185             | N. S. do Carmo e N. S. da Penha      |
| Morro Padre Rocha             | 444               | 427               | 871               | 98,67%                                           | 95,35%                                     | 99,67%               | 316               | São Domingos                         |
| Pedreira                      | 473               | 508               | 981               | 80,75%                                           | 58,62%                                     | 99,14%               | 402               | Pedreira (Caladinho)                 |
| Potyra (expansão)             | 249               | 217               | 466               | 100%                                             | 96,86%                                     | 98,74%               | 203               | Potyra                               |
| Prainha                       | 111               | 157               | 268               | 100%                                             | 88,78%                                     | 100%                 | 100               | Prainha (Centro)                     |
| Santa Luzia                   | 180               | 176               | 356               | 71,32%                                           | 83,72%                                     | 100%                 | 138               | Santa Luzia                          |
| Santa Rita                    | 307               | 340               | 647               | 79,39%                                           | 65,35%                                     | 99,12%               | 265               | Santa Rita                           |
| São Geraldo                   | 685               | 795               | 1 480             | 78,61%                                           | 95,37%                                     | 99,29%               | 620               | São Geraldo                          |
| Serra Pelada                  | 268               | 302               | 570               | 97,94%                                           | 95,88%                                     | 96,91%               | 220               | São Domingos                         |
| Surinan                       | 181               | 194               | 375               | 83,94%                                           | 32,12%                                     | 100%                 | 160               | Surinan                              |
| Vila São Francisco            | 261               | 280               | 541               | 83,92%                                           | 98,49%                                     | 97,49%               | 228               | Vila São Francisco                   |